# Velkopřevorský mlýn
Velkopřevorský mlýn (dříve Štěpánovský mlýn), čp. objektu 488 nebo 489 je bývalý mlýn v Praze u vltavské strouhy později zvané Čertovka.

## Historie
Mlýn byl založen johanity za vlády krále Vladislava I. při vzniku malostranské komendy a kostela Matky Boží pod řetězem. Po husitských bouřích se pozdější majitelé podíleli na jeho stavebních úpravách a obnovení. Roku 1598 došlo k přestavbě do dnešní renesanční podoby při dodržení tehdejších práv a povinností.
Za vlády císaře Josefa II. na mlýn zaniklo právo velkopřevora maltézských rytířů, disponovala s ním malostranská obec a později další soukromí majitelé. Roku 1890 byl mlýn poškozen při povodni a v roce 1938 mohutným požárem. Rozsáhlé opravy poté proběhly na náklady hl. m. Prahy.
V pozdějších letech v objektu sídlily různé české společnosti a spolky. Nyní je mlýn po rekonstrukci i technického vybavení opuštěn.

## Okolí
V blízkosti paláce se nacházejí další významné objekty:
- Buquoyský palác
- Malý Buquoyský palác
- Velkopřevorský palác
- Lennonova zeď
- Palác Metychů z Čečova
- Hummelův dům